# Gunnar de Frumerie
Per Gunnar Fredrik de Frumerie (Nacka, 20 juli 1908 – Täby, 9 september 1987) was een Zweeds componist en pianist.

## Biografie

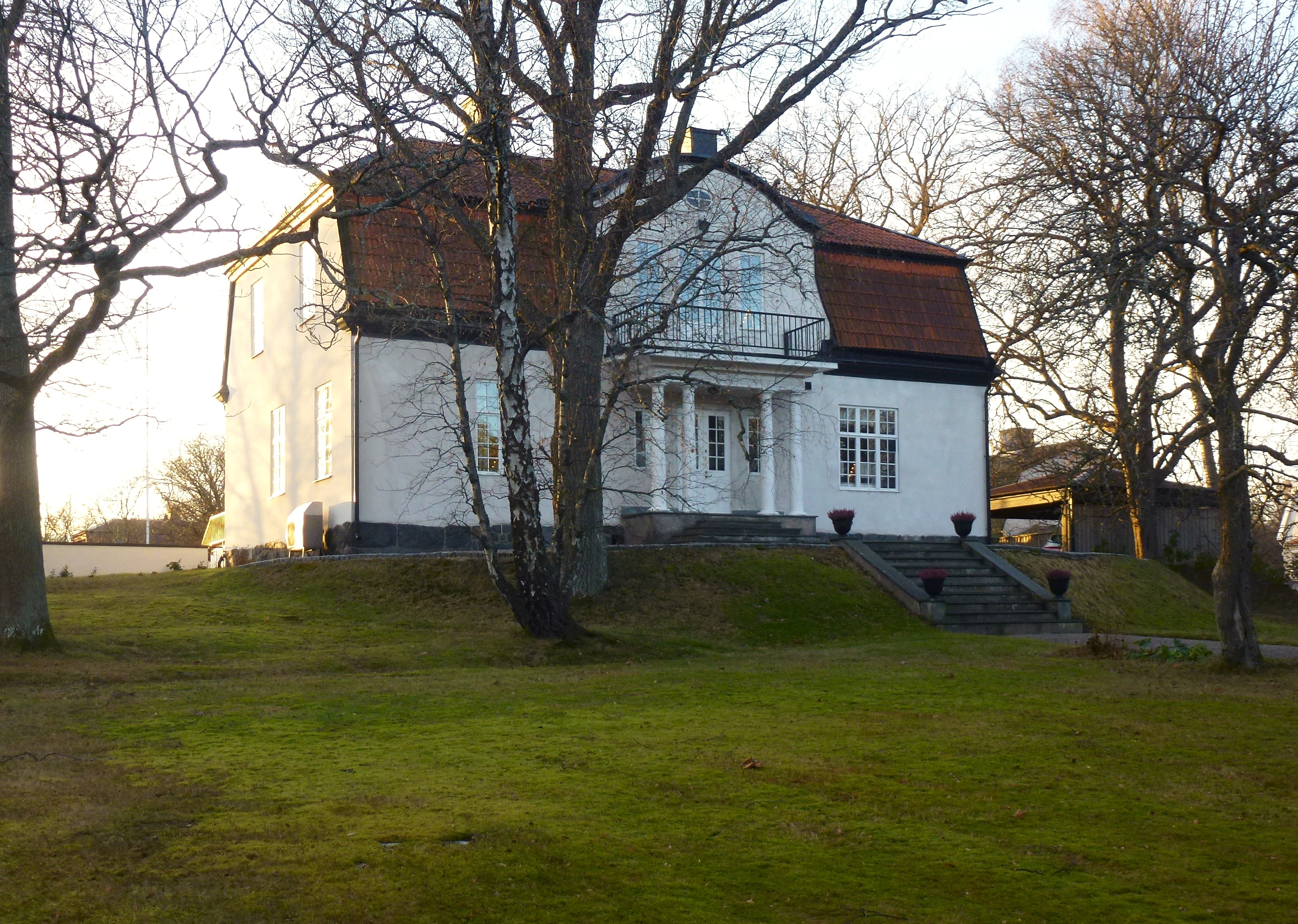
Het huis waarin hij opgroeide in 2013

De Frumerie groeide op in een wijk in Nacka, in de buurt van Stockholm. Hij studeerde van 1923 tot 1928 bij Kungliga Musikhögskolan in Stockholm piano bij Lennart Lundberg en compositie bij Ernst Ellberg. Hij kreeg in 1929 het Jenny Lind-stipendium en kon daarom op studiereis door Europa. Hij studeerde in Wenen piano bij Emil von Sauer en compositie bij Erwin Stein. In Parijs studeerde hij piano bij Alfred Cortot en compositie bij Leonid Sabanejev.
Als componist is de Frumerie vooral bekend om zijn vele romances. Vele daarvan zijn gebaseerd op de gedichten van Pär Lagerkvist, zoals Hjärtats sånger (1942). Daarnaast schreef hij ook solowerken voor de piano, kamermuziek, soloconcerten en orkestconcerten. Zijn meest bekende werk is Pastoral svit (1933) voor de fluit en piano, die later verscheen in een versie voor fluit, strijkorkest en harp. Hij heeft ook de opera Singoalla (1940) gecomponeerd, die verder bouwt op de gelijknamige roman van Viktor Rydberg.
Qua stijl wordt de Frumerie beschouwd als een van de Zweedse neoclassicistische componisten, samen met onder andere Lars-Erik Larsson en Dag Wirén. Zijn muziek heeft echter ook sterk romantische kenmerken. Hij componeerde soms in barokvormen, zoals de chaconne, de gavotte en de sarabande.
Frumerie was van 1945 tot 1974 pianoleraar aan Musikhögskolan in Stockholm. Hij werd lid van de Koninklijke Zweedse Muziekacademie in 1943, kreeg de titel van professor (desondanks dat hij niet les gaf aan een universiteit) in 1962 en ontving de onderscheiding Litteris et Artibus in 1978.

### Familie
Frumerie was de zoon van de architect Gustaf de Frumerie en de pianiste Maria Helleday. Zijn zus Carin (1911–1974) was cellist. Gunnar de Frumerie trouwde in 1949 met de pianiste Judith Malmquist (1910-1999), die ook les gaf aan Musikhögskolan. Ze hadden geen kinderen. Het graf van het echtpaar is in Täby te bezichtigen.

## Onderscheidingen en prijzen
- 1929 - Jenny Lind-stipendium
- 1943 - Lid Kungliga Musikaliska Akademien (Koninklijke Zweedse Muziekacademie)
- 1951 - Stipendium van Musikföreningen i Stockholm
- 1962 - Professortitel
- 1976 - Atterbergprijs
- 1978 - Litteris et Artibus
- 1985 - Christ Johnson-prijs[5]